# Zbat

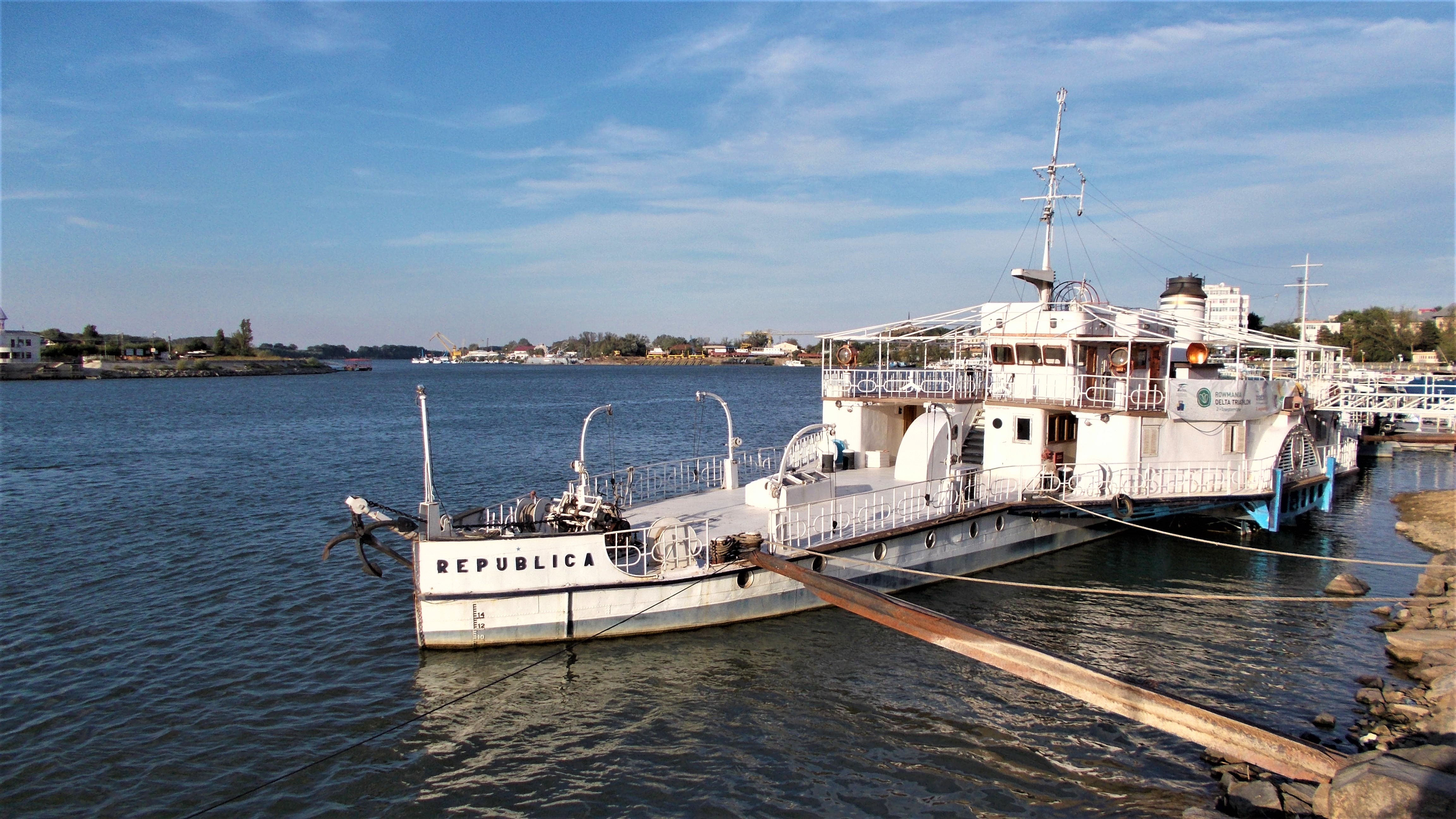
”Republica”, navă fluvială cu zbaturi

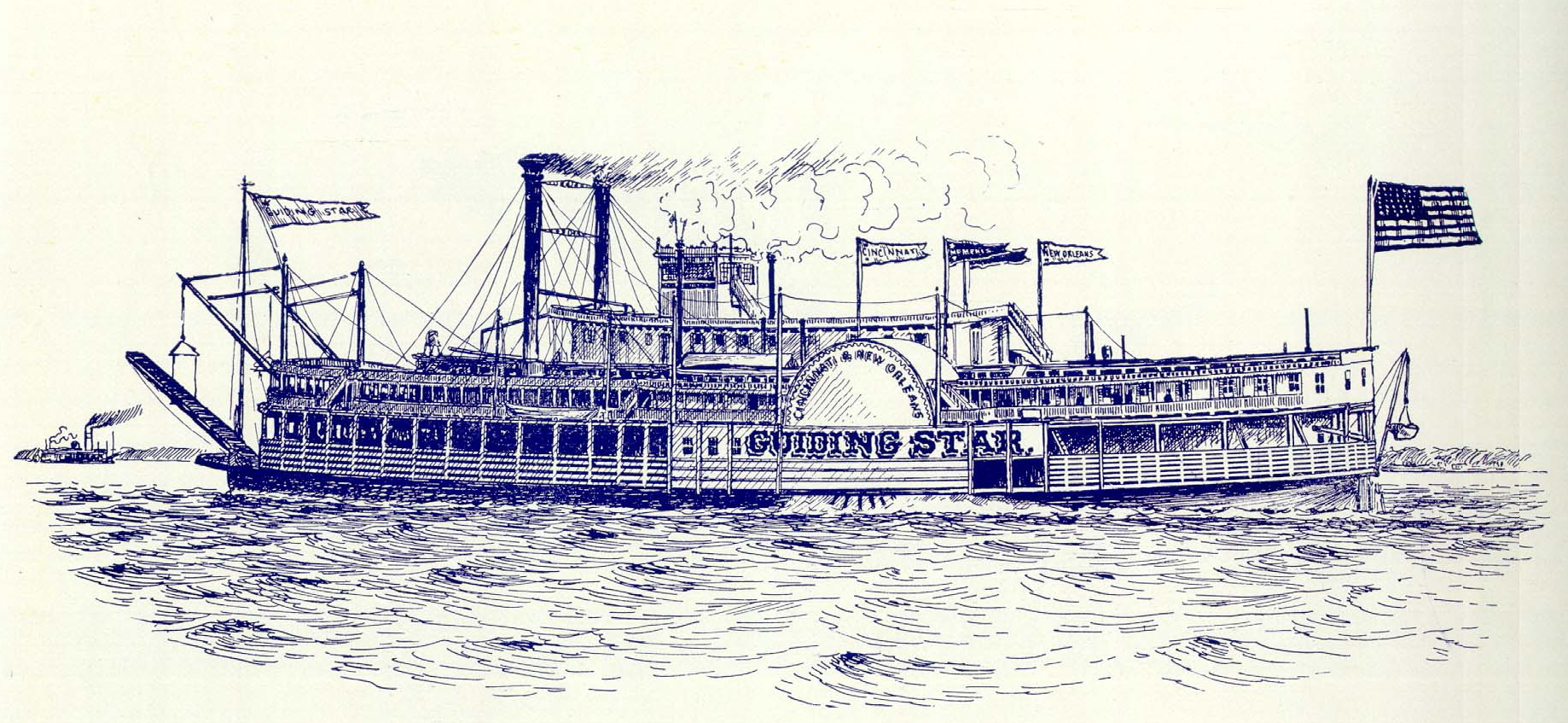
Navă cu 2 roţi cu zbaturi la babord și la tribord

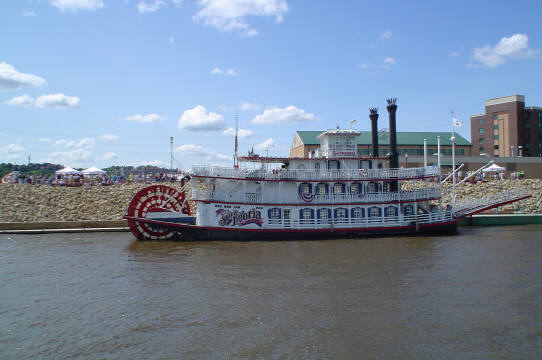
Navă cu 1 roată cu zbaturi la pupa

Zbatul este o placă plană sau puțin curbată, montată împreună cu altele asemănătoare pe o roată numită roată cu zbaturi ce se rotește în jurul unui ax perpendicular pe direcția de înaintare și care creează forța de propulsie necesară deplasării unei nave. 
Roata cu zbaturi este un tip de propulsor antecedent elicei, care se întâlnește din ce în ce mai rar, exclusiv la nave de ape interioare.
Roțile cu zbaturi erau acționate aproape în exclusivitate de motoare cu abur, pentru propulsarea vapoarelor cu abur sau a navelor cu zbaturi.